# ستيوارت دافنبورت
ستيوارت دافنبورت (بالإنجليزية: Stuart Davenport)‏ هو لاعب إسكواش نيوزيلندي، ولد في 21 سبتمبر 1962 في أوكلاند في نيوزيلندا.

## وصلات خارجية
- ستيوارت دافنبورت على موقع SquashInfo.com (الإنجليزية)